# 滔河镇
滔河镇，是中华人民共和国陕西省安康市岚皋县下辖的一个乡镇级行政单位。

## 行政区划
滔河镇下辖以下地区：
柏坪村、友谊村、兴隆村、田垭村、车坪村、构坪村、联合村、泥坪村、兴胜村、同心村、漆扒村、青岩村、洛阳村、白鹤村、葵花村、双台村、长滩村、双向村和东河村。